# Lycée Jaccard hockey sur glace
Il Lycée Jaccard hockey sur glace (abbreviato Lycée Jaccard hockey) è una squadra di hockey su ghiaccio svizzera, con sede a Pully.

## Cronologia
- ????-1929: ?
- 1929-1934: 1º livello

## Giocatori celebri
- Arthur Kahn

## Palmarès
Campionato Nazionale: 1 secondo posto
1930-31